# Platystomatidae
Platystomatidae es una familia de moscas (Diptera) de la superfamilia Tephritoidea. Son de distribución mundial, más predominantes en regiones tropicales. Es una de las familias más numerosas de Acalyptratae con alrededor de 1200 especies en 127 géneros

## Biología
Los adultos se encuentran en el follaje o troncos de árboles, también son atraídos a las flores, excremento, sudor y material en descomposición. Las larvas se encuentran en materia vegetal fresca o en descomposición, cadáveres y nódulos radicales, especialmente las del género Rivellia, lo cual tiene importancia para el cultivo de legumbres. Las larvas de otros géneros son fitófagas o saprófitas. Algunas son depredadoras de otros insectos y algunas se las encuentra en lesiones humanas. Algunas especies son plagas importantes de la agricultura.

## Descripción
Son de apariencia variable, desde muy pequeñas (2,5mm) y delgadas a grandes (20mm), robustas, a menudo con cuerpos coloridos con detalles metálicos y rostros y alas con diseños de bandas y manchas oscuras. La cabeza es grande, carece de setas frontales. Hay dos setas orbitales. Las bandas frontales son vellosas y las aristtas son más o menos largas y vellosas. Los surcos antenales son profundos y divididos por una quilla media.
Las venas radiales 4 y 5 de las alas tienen setas. La costa no tiene interrupciones y la célula anal es alargada, bordeada en su lado externo por una vena recta o arqueada. El abdomen del macho tiene cinco segmentos visibles, el de la hembra tiene seis.

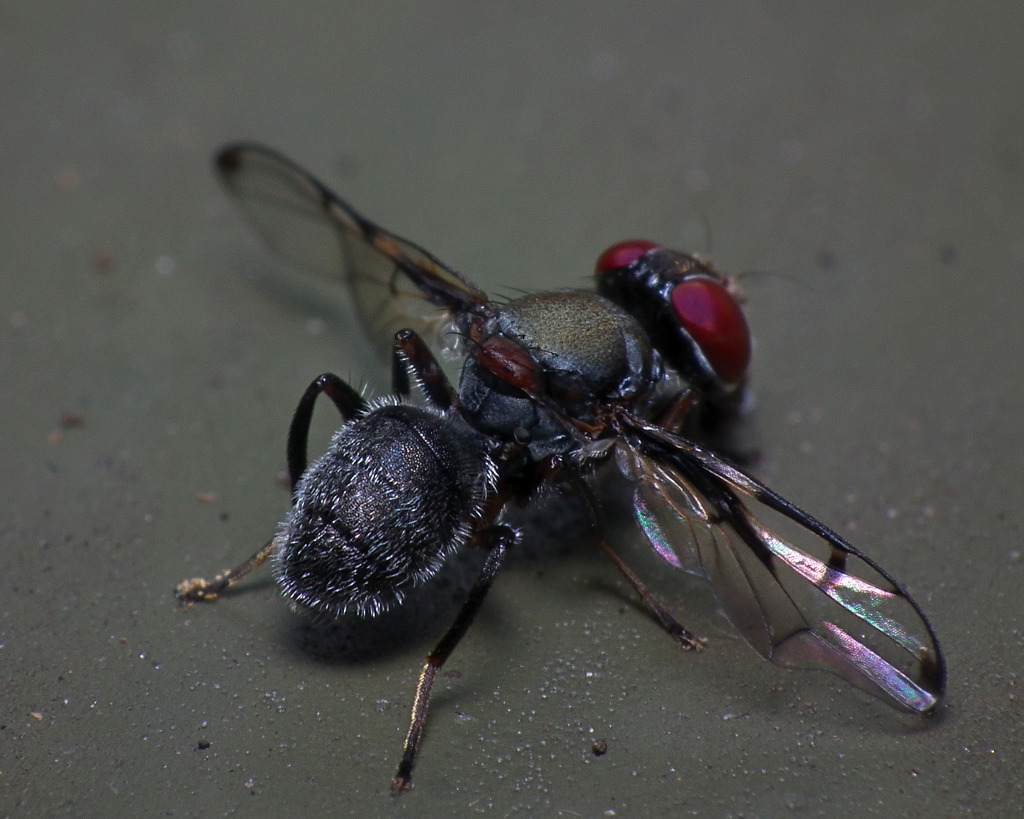
Pogonortalis doclea

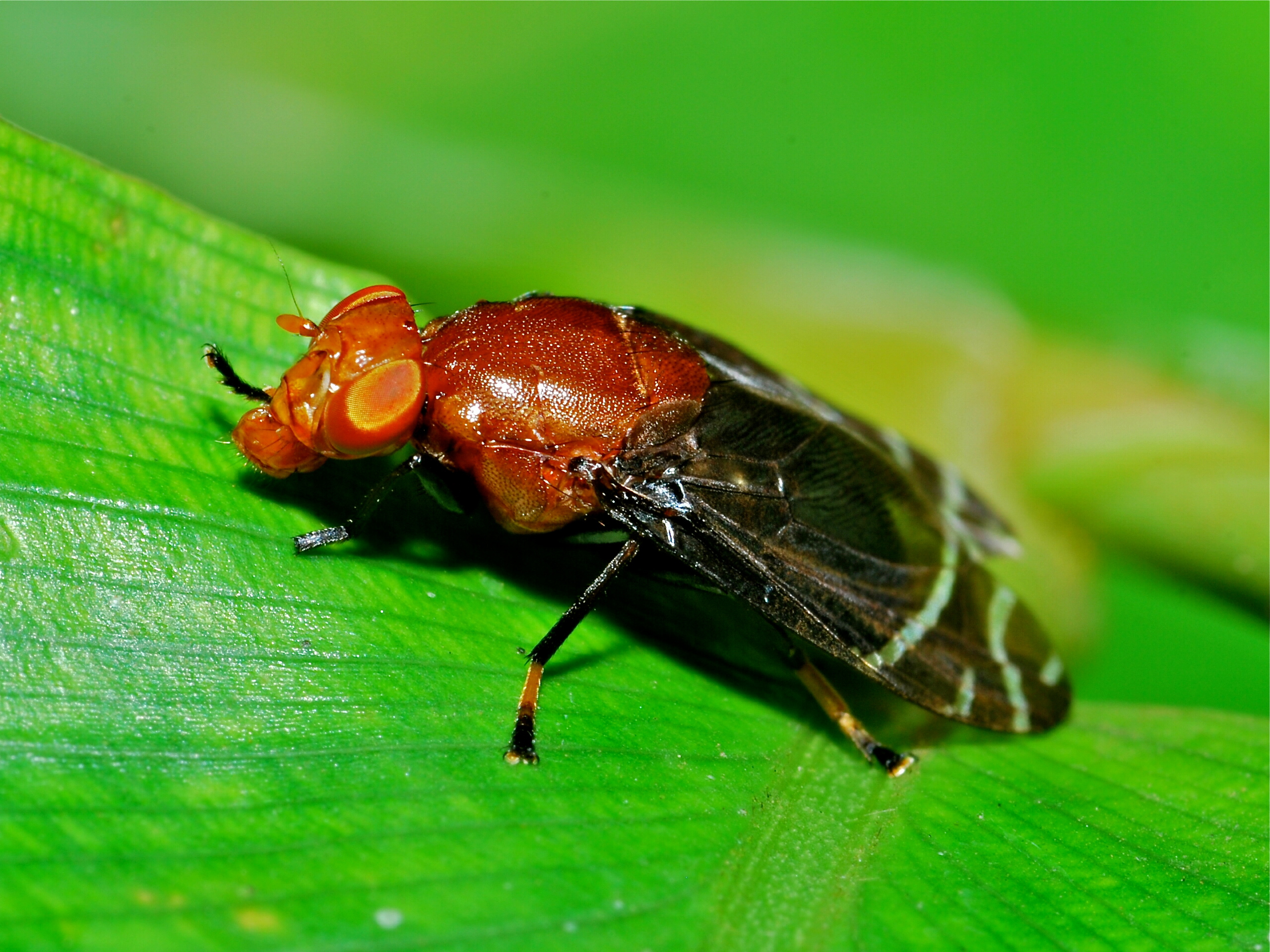
Peltacanthina sp.

## Biogeografía
La mayor concenntración de Platystomatidae se encuentra en la región de Australasia, seguida por la región Afrotropical. El número de géneros y especies en las regiones oriental, europea, neártica y neotrópica son mucho más reducidos.
Algunos géneros son abundantes en más de una región, por ejemplo, Plagiostenopterina Hendel, 1912, se encuentra en los trópicos del Viejo Mundo y Rivellia Robineau-Desvoidy, 1830 es casi cosmopolita,

### Listas de especies
- West Palaearctic including Russia
- Australasian/Oceanian
- Nearctic Archivado el 24 de febrero de 2021 en Wayback Machine.
- Japan
- World list
- Picture story about the biology of Platystoma seminationis
- EOL images
- Images representing Platystomatidae at Bold.